# Basconcillos del Tozo
Basconcillos del Tozo – gmina w Hiszpanii, w prowincji Burgos, w Kastylii i León, o powierzchni 120,67 km². W 2011 roku gmina liczyła 317 mieszkańców.